# Нагаєва Зарема Садиківна
Нагаєва Зарема Садиківна (нар. 30 серпня 1949, Ташкент) — узбецька і українська архітекторка, лауреатка Національної премії України імені Тараса Шевченка.

## Життєпис
Своє дитинство провела в Узбекистані. В 1972 році закінчила Ташкентський політехнічний інститут (архітектурний факультет).

## Творчість
До 1999 року була викладачем в Політехнічному інститутів Ташкенті. ЇЇ проєкти: адміністративно громадський центр у Хіві, музично-драматичні театри в Ургенчі, Коканді,Ташкенті (Узбекистан).
З 1991 року в Криму. Їй належить проєкт генерального плану мікрорайонів Камянка, Біле в Сімферополі. Ескізний проєкт культурно-етнографічного центру і генеральний план мікрорайону Ізмаїл-бей в місті Євпаторії. В Кримсько-татарському академічному музично-драматичному театрі та комплексі «Відродження» при Кримському інженерно-педагогічному університеті у співавторстві створила інтерєри. А також у співавторстві центральну мечеть у Сімферорполі.
Отримала Шевченківську премію у 2005 році за скульптурний комплекс «Відродження» разом з групою: головним архітектором, скульптором, автором оформлення концепції та автором скульптурного комплексу.